# Torrebesses
Torrebesses község Spanyolországban, Lleida tartományban. Torrebesses Alcanó, Granyena de les Garrigues, La Granadella, Llardecans és Sarroca de Lleida községekkel határos. Lakosainak száma 273 fő (2024).

## Népesség
A település népessége az utóbbi években az alábbiak szerint változott:
| Lakosok száma | 60   | 824  | 730  | 514  | 346  | 298  | 300  | 291  | 282  | 273  |
|               | 1717 | 1887 | 1936 | 1960 | 1986 | 2004 | 2009 | 2014 | 2019 | 2024 |